# Floyd Theard
Floyd M. Theard jr. (Chicago, 5 settembre 1944 – 12 aprile 1985) è stato un cestista e allenatore di pallacanestro statunitense, professionista nella ABA.

## Carriera
Con gli Stati Uniti disputò due edizioni delle Universiadi (Budapest 1965, Tokyo 1967).